# Penicilina semissintética
As penicilinas semissintéticas são antibióticos do grupo dos betalactâmicos (concretamente penicilinas) que se obtém a partir da modificação química de derivados da penicilina G. Tipicamente, o desenho industrial de processo inicia-se por meio da produção por fermentação da penicilina G ou, em alguns casos, penicilina V; após a sua purificação, elimina-se a cadeia lateral através da enzima penicilina acilase, dando lugar ao núcleo ácido 6-aminopenicilánico; por fim, este composto modifica-se quimicamente para dar lugar a um antibiótico com características melhoradas. As penicilinas semissintéticas, amplamente utilizadas, possuem algum elemento de vantagem frente às penicilinas naturais: estabilidade do pH ácido, resistência a betalactamases codificadas por plasmídeos ou cromossomas, espectro de ação ampliado, etc.